# Bitwa pod Megiddo (XV w. p.n.e.)
Bitwa pod Megiddo (XV w. p.n.e.) – zbrojne starcie armii Egiptu i koalicji książąt syryjskich, zjednoczonych wokół Kadesz i Megiddo. Bitwa, wygrana przez Egipcjan, miała decydujący wpływ na przebieg podbojów terytorialnych faraona Totmesa III w Palestynie i Syrii. Było to pierwsze starcie zbrojne w historii, które zostało odnotowane w źródłach pisanych, zawierających dane o przygotowaniach do niej, uzbrojeniu armii egipskiej, przebiegu i wysokości zdobytych przez Egipcjan łupów.

## Stan badań

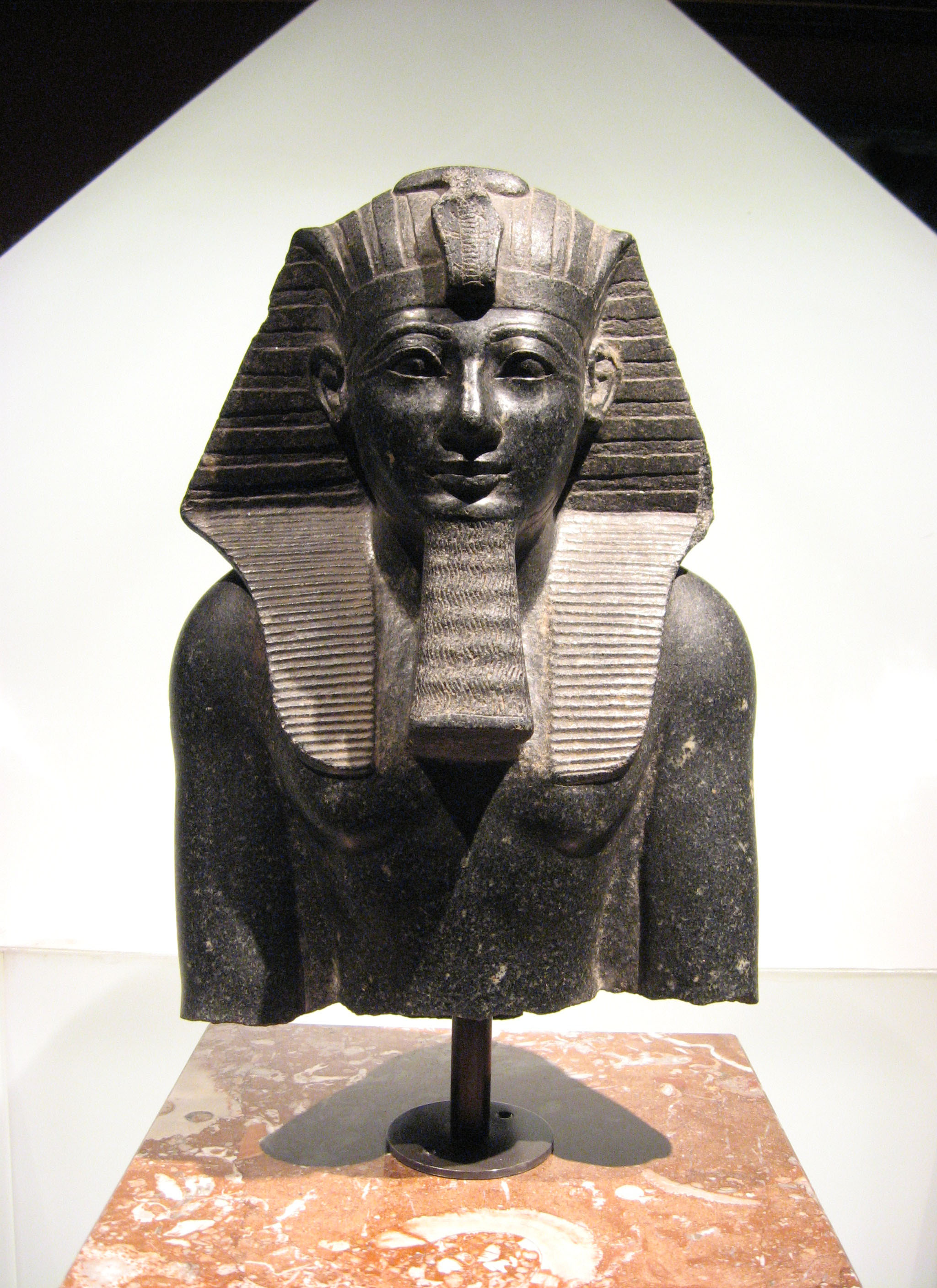
Totmes III

Fragmenty opisu sukcesów militarnych Totmesa III na Bliskim Wschodzie zostały umieszczone na ścianach świątyni Amona w Karnaku. Bardziej szczegółowe roczniki nie zachowały się, jednak znany jest autor relacji bitwy pod Megiddo i pozostałych wypraw wojennych faraona. Jest nim nadworny kronikarz Totmesa III – Tanini, w którego grobowcu, odkrytym w Sheikh Abd el-Qurna koło Teb, umieszczono inskrypcję:

...podążałem za dobrym bogiem, królem prawdy. Widziałem zwycięstwa króla, odnoszone przezeń we wszystkich krainach, gdy brał do niewoli książąt fenickich i uprowadzał ich do Egiptu, gdy plądrowal wszystkie ich miasta i ścinał ich drzewa, i żadna kraina nie mogła oprzeć się jemu. Utrwaliłem na piśmie zwycięstwa, odnoszone przez niego we wszystkich krainach...

Historiografia podaje różne daty roczne bitwy pod Megiddo: 1503, 1482, ok. 1480, 1479/1478, 1468, 1458 i 1457 p.n.e. Rozbieżności w ustaleniach roku wydarzenia wynikają z odmiennego podawania daty koronacji Totmesa III na faraona i śmierci współrządzącej z nim Hatszepsut (lata 1482, 1479 lub 1458 p.n.e.).
Wiadomo, że pierwszej wyprawy wojennej na Bliski Wschód Totmes III podjął się w dwudziestym drugim roku swego panowania. Przedtem tylko nominalnie sprawował rządy wspólnie z Hatszepsut. W początkowym okresie wspólnego panowania imię Totmesa III współwystępowało na oficjalnych dokumentach państwowych. W wieku szesnastu lat młody następca tronu został prawdopodobnie oddalony z dworu. Przebywał w charakterze oficera w Dolnym Egipcie lub sprawował funkcje kapłana boga Amona w jednej ze świątyń i nie miał praktycznie wpływu na politykę zagraniczną państwa, kierowaną przez Hatszepsut. Dopiero po jej śmierci Totmes III został samodzielnym władcą Egiptu.

## Podłoże polityczne
Po śmierci Hatszepsut Totmes III objął pełnię władzy w Egipcie i przystąpił do umocnienia swojego panowania. Przeprowadził reformy administracyjne i przygotowywał się do wyprawy wojennej na Bliski Wschód, gdzie trwała ekspansja Hurytów na Palestynę. Spowodowało to zagrożenie pozycji Egiptu w regionie. Brak zainteresowania Bliskim Wschodem przez Hatszepsut pozwoliło na rozwój państwowości Mitanni, które stworzyło mocną koalicję lokalnych książąt przeciwko Egiptowi. Przyjazne dotąd wobec Egiptu miasta-państwa na czele z Kadesz nad Orontesem zrywały sojusze z Totmesem III. W skład koalicji antyegipskiej weszli królowie syryjscy i państwo Mitanni. Miasta południowej Palestyny, ze względu na bliskość Egiptu, pozostały wierne Totmesowi III. Książę Kadesz opanował miasto-twierdzę Megiddo, stanowiące jeden z głównych punktów komunikacyjnych na szlaku handlowym pomiędzy Mezopotamią a Egiptem.
Na przełomie dwudziestego drugiego i dwudziestego trzeciego roku swego panowania faraon na czele armii wkroczył do Palestyny. Po kolejnych sukcesach wojennych pod Gazą, Jaffą, w pobliżu Góry Karmel, pod Megiddo i Kadesz przywrócił w regionie panowanie egipskie.

## Strategia
Według kalendarza egipskiego dwudziestego piątego dnia czwartego miesiąca drugiej pory roku (19 kwietnia), w dwudziestym drugim roku panowania Totmesa III armia egipska wyruszyła z garnizonu Tjaru (w pobliżu Al-Kantara) w Dolnym Egipcie. W ciągu dziewięciu dni (27 kwietnia) dotarła do Gazy, gdzie faraon świętował dwudziesty trzeci rok swego panowania. Szybkie tempo marszu było spowodowane dążeniem do zaskoczenia przeciwnika. W dwudziestym czwartym dniu wyprawy (14 maja) wojsko egipskie dotarło pod Górę Karmel. W miejscowości Jehem, około 25 km na południowy zachód od Megiddo, odbyła się narada wojskowa. Istniały bowiem trzy możliwości przedostania się do celu: łatwiejsze dla wojska drogi prowadziły szlakami południowym (przez wioskę Tannach) i północnym (przez Zefti), bezpośrednio zaś do twierdzy biegła z wioski Aruna wąska i stroma droga przez przełęcz Musmus. Szlaki północny i południowy, mimo iż były łatwiejsze, strzegły wojska księcia Kadesz, więc Totmes III wbrew radom swoich generałów zdecydował się na trzecią możliwość i poprowadził wojsko przez przełęcz.
Główne siły przeciwnika skupiały się wokół Megiddo. Władca Kadesz postanowił kontrolować drogi południową i północną, gdyż sądził, że Totmes III wykorzysta jedną z nich, aby dostać się w pobliże twierdzy. Nieliczne patrole, wysłane ku przełęczy, nie były w stanie przeciwstawić się wojsku egipskiemu bez wsparcia głównych sił, które zostały rzucone na wiodące do Megiddo szlaki. Koalicjanci nie spodziewali się, że faraon przeprowadzi swoją armię przez przełęcz.
Po przekroczeniu przełęczy, Totmes III zatrzymał wojsko, aby uformować zwartą kolumnę. Po wyjściu na otwarty teren siedem godzin trwało dokonanie manewru przekształcenia kolumny w linię. Następnie faraon podzielił armię na trzy części. Od południa i północy ulokował piechotę, na środku zaś, bezpośrednio naprzeciwko głównych sił wroga, rozmieścił rydwany bojowe z uzbrojonymi w łuki kompozytowe łucznikami.

## Przebieg bitwy i skutki
O świcie dwudziestego szóstego dnia wyprawy (15 maja) Totmes III rozkazał piechocie z prawego skrzydła (południowego) wycofać się nad potok Kina. Północne skrzydło armii egipskiej i środkowa część z rydwanami bojowymi, zaopatrzonymi w broń miotaną, zaatakowały odpowiednio lewe skrzydło i środek armii koalicjantów. Wojsko syryjskie zostało odepchnięte w stronę obozu i rozproszone na całej linii. Armia egipska zatrzymała się na linii obozu wojsk koalicjantów, aby go splądrować. Dało to czas koalicjantom na ukrycie się za murami Megiddo, co uniemożliwiło Totmesowi III rozprawienie się z armią syryjską i spowodowało rozpoczęcie siedmiomiesięcznego okresu oblężenia twierdzy. Faraon kazał wycinać drzewa w okolicznych lasach, by wznieść palisadę uniemożliwiającą komukolwiek opuszczenie miasta. Ostatecznie Megiddo zostało zdobyte.
Starcie skończyło się pogromem wojsk sprzymierzonych i wielkim sukcesem Totmesa III, który osobiście dowodził armią. Po bitwie książęta syryjscy wysłali do faraona poselstwa, zapewniając go o swej wierności. Książę Kadesz zdołał umknąć armii egipskiej. Egipcjanie zdobyli: 340 jeńców, 2238 koni, źrebiąt i ogierów, 924 rydwany bojowe (w tym 2 książęce rydwany ozdobione złotem), 426 funtów złota i srebra, 202 pancerze (w tym 200 skórzanych i 2 z brązu), 502 łuki, 7 drewnianych ozdobionych srebrem słupów namiotowych, 2316 sztuk rogacizny, 22 500 sztuk trzody.
W celu umocnienia swojej pozycji militarnej w regionie Totmes III wzniósł twierdzę, nazwaną jednym z jego imion – Men-cheper. Egipski sukces wojenny pod Megiddo umożliwił Totmesowi III penetrację terenów, położonych na północ, aż do Mitanni. Ostateczne zatwierdzenie władzy faraona w Palestynie nastąpiło po jego czwartej wyprawie, natomiast zdobycie i zniszczenie Kadesz nastąpiło w trakcie szóstej wyprawy Totmesa III.